# Tomáš Kopecký
Tomáš Kopecký (Darlington, 8 april 2000) is een in Nederland opgegroeide Tsjechische veldrijder en wegwielrenner die sinds januari 2023 in dienst rijdt bij de Nederlandse Continentale ploeg TDT-Unibet Cycling Team.

## Biografie
Tomáš Kopecký is geboren in het Britse Darlington, maar groeide op in de Nederlandse stad Leiden. Hij is de oudste in een gezin van drie kinderen. Zijn broer Matyáš en zus Julia zijn beiden ook actief in de wielersport.
Op zijn achtste reed Kopecký in Leiden voor het eerst een cross mee, op een geleende mountainbike. Hij finishte er als 5de.
Een jaar later won Kopecký de Nederlandse kampioenentrui in het veld. Net voor de wedstrijd brak zijn rechter versteller af, waardoor hij enkel naar een zwaardere versnelling kon schakelen. Kopecký reed hierdoor vrijwel heel de wedstrijd op hetzelfde verzet, maar schakelde in de laatste ronde een tand groter om zo te kunnen demarreren.
Als eerstejaars junior besloot hij om uit te komen voor Tsjechië. Kopecký boekte successen in de jeugdreeksen. Op 20-jarige leeftijd kreeg hij te maken met rugproblemen, waardoor zijn sportieve prestaties achterbleven. Kopecký combineert sinds 2021 wegwielrennen met een studie kinesitherapie.

## Carrière

### Veldrijden

#### Nieuwelingen
Kopecký was reeds op jonge leeftijd actief in het veldrijden. Hij doorliep alle jeugdreeksen en reed vanaf de nieuwelingen op internationaal niveau. Hij won bij de nieuwelingen onder andere de Koppenbergcross, Koksijde en Ronse.

#### Junioren
Bij de junioren schreef hij zowel het eindklassement van de Wereldbeker als dat van de Superprestige op zijn naam. Die eindwinst in de Superprestige nam hij onverwachts nog na een tweede plaats in de slotmanche in Middelkerke. Hij begon met een zware achterstand op Ryan Kamp aan de cross, maar door een val van de Nederlander won Kopecký toch nog het eindklassement. Kopecký had hier geen rekening mee gehouden, met als resultaat dat hij geen kostuum bij had om op het gala te verschijnen. Hij verscheen uiteindelijk op het gala in een kostuum van Kamp.
Kopecký werd in datzelfde seizoen bij de junioren ook tweede op het Europees kampioenschap veldrijden in Tábor, en op het Wereldkampioenschap veldrijden in Valkenburg.

#### Beloften
Als eerstejaars belofte werd Kopecký vierde op het WK in 2019. Hij eindigde op een halve minuut van de winnaar Tom Pidcock en op 15 seconden van Eli Iserbyt, die tweede werd op dat WK.
Als tweedejaars belofte presteerde Kopecký niet meer op hetzelfde niveau vanwege rugproblemen. Na anderhalf jaar blessureleed aan de rug, besloot hij als derdejaars belofte in 2021 te stoppen met crossen. Sindsdien focust hij zich volledig op de weg.

### Wegwielrennen
Omdat Kopecký elk jaar wegwedstrijden reed als voorbereiding op het veldritseizoen, was de overstap naar de weg niet geheel nieuw. Zo won hij in 2017 bij de junioren de Omloop der 3 Provincies, voor onder andere Remco Evenepoel, die toen zesde werd.

#### 2021
In zijn eerste jaar als wegwielrenner ontpopte Kopecký zich tot een tijdritspecialist. Hij veroverde op het Tsjechisch kampioenschap tijdrijden de nationale titel bij de beloften. Kopecký won dat seizoen ook bij de elite het eindklassement in de 5-daagse rittenkoers Ronde van Vlaams-Brabant, een categorie 2.12 koers. Hij kwam aan de leiding in die rittenkoers na winst in de tijdrit op de derde dag. Later dat jaar behaalde Kopecký een 5e plek in de proloog van de Ronde van de Toekomst. In een latere etappe van deze ronde kwam Kopecký stevig ten val, waardoor hij opgaf.
Kopecký eindigde kort daarna in de tijdrit op het WK in Leuven bij de beloften niet in de bovenste regionen. Hij werd er 34ste. In de wegrit voor beloften kwam Kopecký beter voor de dag. Hij opende de finale, waarna er een kopgroep van acht renners ontstond. De aanval werd in de laatste lokale ronde in Leuven teniet gedaan en Kopecký bolde als 45ste over de meet.

#### 2022
In zijn tweede jaar als wegwielrenner begon Kopecký aan het seizoen met onder andere een tweede plek bij de elite in de Zuidenveldtour en de Rutland-Melton Classic (beiden 1.2 koersen). Later dat voorjaar reed hij zich in de kijker tussen de profs met een achtste plaats in het eindklassement van de ZLM Tour, een elitekoers die deel uitmaakt van de UCI ProSeries. Gedurende het seizoen kreeg hij te maken met een coronabesmetting, waardoor hij een rustperiode moest inlassen. In het najaar sloot Kopecký alsnog zijn seizoen af met een podiumplek in Parijs-Tours voor beloften.

## Palmares

### Veldrijden
| Seizoen      | Wereldbeker                              | Superprestige  | DVV Trofee        | WK           | EK           | TK           | Overige                                 | Totaal aantal zeges |
| Nieuwelingen | Nieuwelingen                             | Nieuwelingen   | Nieuwelingen      | Nieuwelingen | Nieuwelingen | Nieuwelingen | Nieuwelingen                            | Nieuwelingen        |
| ------------ | ---------------------------------------- | -------------- | ----------------- | ------------ | ------------ | ------------ | --------------------------------------- | ------------------- |
| 2014-15      |                                          |                |                   |              |              | NVT          | Oudewater                               | 1                   |
| 2015-16      |                                          |                | Ronse, Oudenaarde |              |              | NVT          | Rhenen,Koksijde, Amersfoort, Moergestel | 6                   |
| Junioren     |                                          |                |                   |              |              |              |                                         |                     |
| 2016-17      |                                          |                |                   | 34e          | 24e          | 6e           | Leudelange                              | 1                   |
| 2017-18      | Bogense, Heusden-Zolder + Eindklassement | Eindklassement |                   | ↑            | ↑            | Goud         | Hulst                                   | 4                   |
| Beloften     |                                          |                |                   |              |              |              |                                         |                     |
| 2018-19      |                                          |                |                   | 4e           | 30e          | Goud         |                                         | 1                   |
| 2019-20      |                                          |                |                   | 34e          | 19e          | Goud         |                                         | 1                   |
| Elite        |                                          |                |                   |              |              |              |                                         |                     |
| 2018-19      |                                          |                |                   |              |              | 6e           |                                         |                     |
| 2019-20      |                                          |                |                   |              |              | Zilver       |                                         |                     |
| 2020-21      |                                          |                |                   |              |              |              |                                         |                     |
|              |                                          |                |                   |              |              |              |                                         |                     |
| Totaal       | 2                                        | 0              | 2                 | 0            | 0            | 3            | 7                                       | 14                  |

### Wegwielrennen
2016 (nieuwelingen) - 2 zeges
- Kumtich-Tienen
- Tsjechisch kampioen wegwielrennen, nieuwelingen

2017 (nieuwelingen) - 1 zege
- Omloop der 3 provincies

2018 (junioren)
- Tsjechisch kampioenschap tijdrijden, junioren

2019 (junioren) - 1 zege
- Vrasene

2021 (profs) - 3 zeges
- Tsjechisch kampioen tijdrijden, beloften
- 3e rit Ronde van Vlaams-Brabant
- Eind- en jongerenklassement Ronde van Vlaams-Brabant

2022 - 1 zege
- Wim Hendriks trofee

2023 - 1 zege
- 3e etappe Kreiz Breizh Elites

### Resultaten in voornaamste wedstrijden
|      | \| Jaar \| Parijs-Roubaix \| Amstel Gold Race \| Bredene Koksijde Classic \| Brabantse Pijl \| Nokere Koerse \| \| ---- \| -------------- \| ---------------- \| ------------------------ \| -------------- \| ------------- \| \| 2023 \| \| \| 65e \| \| \| \| 2024 \| \| 116e \| \| 74e \| 74e \| \| 2025 \| 33e \| 78e \| \| opgave \| 38e \| |                  |                          |                |               |
| Jaar | Parijs-Roubaix | Amstel Gold Race | Bredene Koksijde Classic | Brabantse Pijl | Nokere Koerse |
| 2023 | |                  | 65e                      |                |               |
| 2024 | | 116e             |                          | 74e            | 74e           |
| 2025 | 33e | 78e              |                          | opgave         | 38e           |

## Ploegen
- 2022 –  ABLOC CT
- 2023 –  TDT-Unibet
- 2024 –  TDT-Unibet
- 2025 –  Unibet Tietema Rockets

## Varia
- Tomáš Kopecký is geen familie van de Belgische wielrenster Lotte Kopecky.

- In de wielerpodcast De Rode Lantaarn is een rubriek gewijd aan onder andere Tomáš Kopecký, genaamd Follow the Kopeckys. In deze rubriek worden de prestaties van alle Kopeckys besproken die actief zijn in het wielrennen.

Tietema · Bloem · Budding · de Vries · Inkelaar · Toussaint · Bomboi · Bouts · Loockx (vanaf 1/10) · Stockman · Vandevelde · Kopecký · Tanfield
Bloem · Bomboi · Bouts · Budding · Christophersen · de Vries · Geleijn · Huens · Huyet · Inkelaar · Johannink · Kopecký · Kyffin · Loockx · Maire · Nielsen · Paige · Pedersen · Stockman · Stokbro · Ťoupalík
Bloem · Bomboi · Budding · Carboni · Christophersen · de Vries · Eiking · Geleijn · Huens · Huyet · Inkelaar · Johannink · Kopecký · Kubiš · Kyffin · Loockx · Maire · Meris · Mouris · Nielsen · Paige · Stockman · Stokbro · Ťoupalík · Verschuren